# Stjepan Davidović
Stjepan Davidović (* 13. Februar 2005 in Poreč) ist ein kroatischer Fußballspieler. Er spielt als offensiver Mittelfeldspieler für den polnischen Erstligisten Korona Kielce.

## Karriere

### Verein
Stjepan Davidović begann seine fußballerische Ausbildung bei NK Jadran Poreč in seiner Heimatstadt, bevor er 2019 in die Jugendakademie von Hajduk Split wechselte. Von 2021 bis 2023 spielte er im Jugendbereich bei NK Radomlje in Slowenien.
Sein Profidebüt für NK Radomlje gab Davidović am 23. Juli 2023 in der Prva Liga bei einer 0:4-Niederlage gegen NK Maribor. Sein erstes Tor erzielte er am 6. März 2024 in einem Spiel des slowenischen Pokals gegen NK Maribor. Insgesamt absolvierte er in der Prva Liga 49 Spiele, in denen er 3 Tore erzielte.
Am 11. Juli 2025 wechselte Davidović zum polnischen Klub Korona Kielce. Sein Debüt in der Ekstraklasa gab er am 19. Juli 2025 bei einer 0:2-Niederlage gegen Wisła Płock.